# Флаг Песчанокопского сельского поселения
Флаг муниципального образования Песчаноко́пское сельское поселение Песчанокопского района Ростовской области Российской Федерации — опознавательно-правовой знак, служащий официальным символом муниципального образования.
Флаг утверждён 24 января 2012 года решением Собрания депутатов Песчанокопского сельского поселения № 222 и внесён в Государственный геральдический регистр Российской Федерации с присвоением регистрационного номера 7592.

## Описание
«Прямоугольное полотнище с отношением ширины к длине 2:3, воспроизводящее композицию герба Песчанокопского сельского поселения Песчанокопского района в синем (голубом), красном и жёлтом цветах».
Геральдическое описание герба гласит: «В косвенно четверочастном лазоревом и червлёном поле — золотой Андреевский крест, обременённый в центре червлёным колесом и сопровождаемый в лазури: вверху — золотым с пламенеющими лучами солнцем (без лика), внизу — соединёнными в звезду пятью головками пшеничных колосков, такового же металла».

## Обоснование символики
Флаг языком символов и аллегорий отражает исторические, культурные и экономические особенности сельского поселения.
Песчанокопское сельское поселение расположено в самом южном районе Ростовской области. Административный центр поселения — село Песчанокопское. Селение Песчанокопское было основано на Азово-Моздокской сторожевой линии, образованной в период 1770—1780 годов. Однако официально статус населённого пункта село получило только в 1803 году.
Песчанокопское сельское поселение расположено на пересечение основных направлений на Северном Кавказе и в XVIII—XIX веках через него проходил почтовый тракт (устаревшее название дороги с конным почтово-пассажирским сообщением). А в настоящее время это транспортный узел, через который проходят автомобильные дороги Краснодар—Волгоград, Ростов—Ставрополь, а также железнодорожная ветка Краснодар—Волгоград. Географическое положение поселения как важного стратегического перекрёстка показано изображением жёлтого креста. Крест также символ христианства. Историческое положение села Песчанокопского, как почтового тракта аллегорически показано колесом о двенадцати спицах. Колесо также аллегорически указывает и на тачанки, которые в годы Гражданской войны активно использовались в этих местах. Колесо — символ прогресса, движения вперёд, стремления к развитию.
Изображение солнца аллегорически указывает на то, что село Песчанокопское — административный центр самого южного района Ростовской области. Двенадцать лучей солнца символизирует непрерывный цикл работ в крестьянских хозяйствах.
Изображение звезды, составленной из головок пяти пшеничных колосков, аллегорически указывает на пять населённых пунктов в составе поселения. А также символизирует экономическую составляющую поселения — сельское хозяйство, основанное на выращивании зерновых культур.
Жёлтый цвет — символ величия, достатка, хлеба, процветания и прочности.
Синий (голубой) цвет символизирует безупречность, добродетель, возвышенные устремления, волю, чистое небо.
Красный цвет символизирует труд, праздник, пролитую кровь при защите родной земли от врага.